# NGC 178
NGC 178 è una vasta galassia a spirale magellanica situata nella costellazione della Balena.
Il compilatore del New General Catalogue, John Louis Emil Dreyer annotò che NGC 178 era "debole, piccola, molto estesa a 0°, più brillante al centro".

## Descrizione
Dato il suo alto tasso di formazione stellare, NGC 178 viene considerata una galassia starburst. Sta formando nuove stelle a una velocità di 0,55 masse solari all'anno. La morfologia peculiare di questa galassia sembra essere la conseguenza di una fusione galattica.
Ha una classe di luminosità V e presenta una larga riga a 21 cm dell'idrogeno neutro

## Scoperta
NGC 178 è stata scoperta il 3 novembre 1885 da Ormond Stone, anche se in precedenza era già stata individuata il 7 dicembre 1857 dall'astronomo irlandese R. J. Mitchell, che però non aveva dato una posizione accurata.